# Strutînivka, Hlobîne
Strutînivka (în ucraineană Струтинівка) este un sat în comuna Sveatîlivka din raionul Hlobîne, regiunea Poltava, Ucraina.

## Demografie
Componența lingvistică a localității Strutînivka
     Ucraineană (98,25%)
     Rusă (1,75%)
Conform recensământului din 2001, majoritatea populației localității Strutînivka era vorbitoare de ucraineană (98,25%), existând în minoritate și vorbitori de rusă (1,75%).